# Аль-Оруба (футбольный клуб, Сур)
«Аль-Оруба» — оманский футбольный клуб, базирующийся в Сур, выступающий в Оманской профессиональной лиге.

## История
Основанная в 1970 году «Аль-Оруба» впервые стала чемпионом Омана по футболу в сезоне 1999/00. Спустя два года она повторила свой успех, на одно очко опередив ставший вторым «Сур». В сезонах 2007/08 и 2014/15 «Аль-Оруба» также становилась чемпионом страны, оформляя этот титул за несколько туров до окончания.
В 2009—2012 годах «Аль-Оруба» трижды принимала участие в Кубке АФК и во всех случаях не смогла преодолеть групповой этап. В 2009 году она по дополнительным показателям уступила второе место в своей группе иракскому «Эрбилю». В 2011 году клуб также набрал одинаковое количество со ставшим вторым в группе ливанским «Аль-Ахедом», но был хуже него по личным встречам. В следующем розыгрыше «Аль-Оруба» вновь заняла третье место в группе, но на этот раз отстала от проходного места на четыре очка.

## История выступлений
| Сезон   | Дивизион      | Место   | Кубок |
| ------- | ------------- | ------- | ----- |
| 2003/04 | Оманская лига | 3-е     |       |
| 2004/05 | Оманская лига | 2-е     |       |
| 2005/06 | Оманская лига | 6-е     |       |
| 2006/07 | Оманская лига | 2-е     |       |
| 2007/08 | Оманская лига | Чемпион |       |
| 2008/09 | Оманская лига | 3-е     |       |
| 2009/10 | Оманская лига | 10-е    |       |
| 2010/11 | Оманская лига | 2-е     |       |
| 2011/12 | Оманская лига | 3-е     |       |
| 2012/13 | Оманская лига | 7-е     |       |

## Достижения
- Чемпион Омана (3): 1999/00, 2001/02, 2007/08
- Кубок Омана (3): 1993/94, 2001/02, 2010